# Escharella laqueata
Escharella laqueata är en mossdjursart som först beskrevs av Norman 1864.  Escharella laqueata ingår i släktet Escharella och familjen Romancheinidae. Arten är reproducerande i Sverige. Inga underarter finns listade i Catalogue of Life.